# Neoscona orientalis
Neoscona orientalis är en spindelart som först beskrevs av Arthur Urquhart 1887.  Neoscona orientalis ingår i släktet Neoscona och familjen hjulspindlar. Inga underarter finns listade i Catalogue of Life.